# Våla
Våla este un râu situat în partea de sud a Norvegiei. Are o lungime de 5 km și se formează la confluența râurilor Nordåa și Søråa, cu obârșille în Parcul Național Rondane. În aval de confluență, Våla traversează o secțiune de defileu până la vărsarea în Gudbrandsdalslågen, la sud-vest de localitatea Ringebu. Pe cursul superior al râului a fost construit un baraj care alimentează hidrocentrala Vinkelfallet. 